# Банные острова
Банные острова или Тургеневские острова — группа островов, находящихся у левобережья Куйбышевского водохранилища севернее села Старый Белый Яр Чердаклинского района Ульяновской области.

## История
Название острова получили от села Тургенево, находившееся рядом до 1956 года, оказавшееся в зоне затопления Куйбышевского водохранилища. Второе название островам дано по посёлку Банный, располагавшемуся южнее села Тургенево и тоже затопленному.
1 апреля 2008 года Правительством Ульяновской области по инициативе губернатора Сергея Морозова был объявлен конкурс «Семь чудес света Ульяновской области». Острова предполагалось включить в состав заказника «Сенгилеевские горы» с преобразованием этой территории в национальный парк. Однако эти планы реализованы не были. В октябре 2022 года региональное Министерство природы рассмотрело обращение о включении Тургеневских (Банных) островов в состав нацпарка «Сенгилеевские горы», а Минприроды России сообщило, что ведомство считает Тургеневские острова важной территорией с точки зрения сохранения уникальных природных ландшафтов, экологических систем и биологического разнообразия Ульяновской области и готово рассмотреть вопрос о придании ей статуса ООПТ федерального значения.

## Описание
Образовались в результате аллювиально-пойменных процессов путём отторжения песчаных массивов от левобережья постоянными и временными протоками и речками гидрологической системы старого течения реки Волги и превратились в сложный архипелаг песчаных островов. Самым большим из них является остров Безымянный (несколько километров длиной и несколько сот метров шириной), вытянутый с северо-запада на юго-восток.

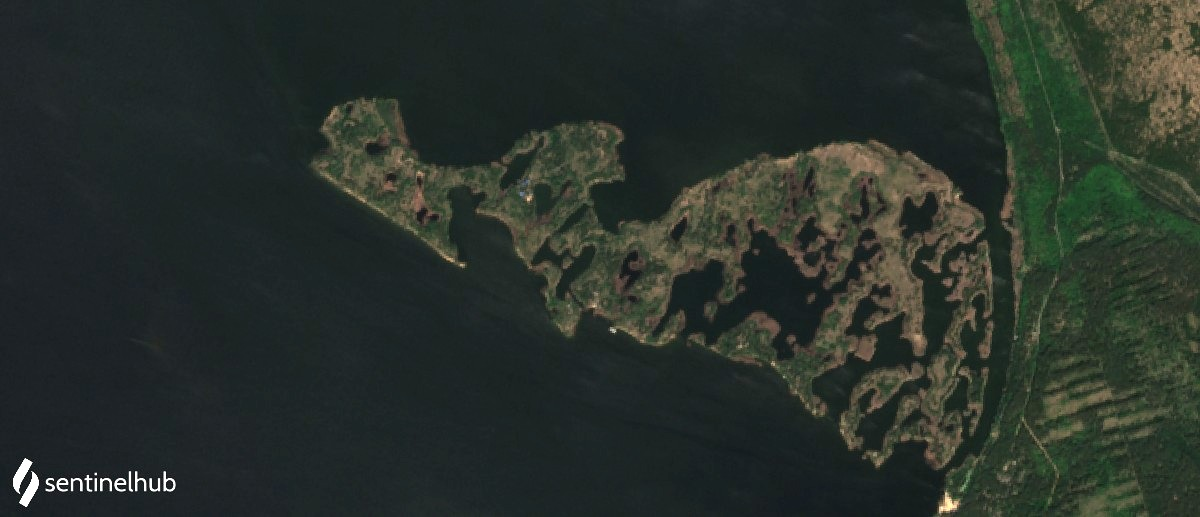
Острова на космоснимке (2021)

Остров покрыт у берегов ивняком и угнетёнными берёзами и осинами. В центральных частях острова встречаются пустыннообразные ландшафты со скудной ксерофитной растительностью. Остров живописен, изрезан многочисленными заливами, протоками и лагунами, в которых располагаются небольшие острова различного размера и конфигурации.